# Державне видавництво географічної літератури
Державне видавництво географічної літератури (рос. Государственное издательство географической литературы; Географгиз) — радянське спеціалізоване видавництво географічної літератури. Видавництво було створене 1945 року. Видавало науково-теоретичні праці, підручники, посібники, наукову та науково-популярну літературу з фізичної та економічної географії СРСР та інших країн, з історії географічного вивчення Землі, географічні нариси і описи подорожей радянських та іноземних мандрівників і вчених (в перекладах), довідники, путівники, фотоальбоми, науково-художні книги з географії. Видавництво за роки свого існування перевидало роботи класиків російської географії. 1957 року до 40-ї річниці Жовтневого заколоту видало першу серію економіко-географічних монографій по всіх союзних республіках. 1963 року Державне видавництво географічної літератури (Географгиз) увійшло до складу видавництва «Мысль» як спеціалізована редакція географічної літератури.

### Книжкові серії
- «Російські мандрівники» (рос. Русские путешественники). Невелика серія брошур (19 праць), що виходили впродовж 1946—1949 років і мала за мету розповісти про російських першовідкривачів різних куточків земної кулі, послужили трампліном для серії «Чудові географи і мандрівники»[2].
- «Чудові географи і мандрівники» (рос. Замечательные географы и путешественники). Науково-популярна книжкова серія, що була розпочата 1950 року й видавалась по 1980-ті роки. 1938 року під редакцією видатного вченого і популяризатора географічної науки Ю. М. Шокальського (1856—1940) вийшов перший номер науково-популярного географічного щорічника «Глобус», призначеного для дітей середнього і старшого віку. Один з розділів якого, «Чудові географи і мандрівники», започаткував нову серію коротких нарисів про життя й діяльність відомих вчених-географів і дослідників[2].
- «Подорожі. Пригоди. Фантастика» (рос. Путешествия. Приключения. Фантастика). Серія була розпочата в 1950-ті роки. До неї входили подорожні записки відомих мандрівників і фантастичні твори молодих авторів. Серія була задумана для дорослих, але широким успіхом вона користувалася у романтично налаштованої молоді і підлітків[2].
- «Розповіді про природу» (рос. Рассказы о природе). Серія книг про тварин, подорожі в незвідані місця, географічні об'єкти: гори, ліси, савани, пустелі, річки, озера, моря і океани, про печери і морські глибини[2].
- «Біля карти світу» (рос. У карты мира). Серія країнознавчих монографій про країни світу, особливо молоді новостворені держави[2].
- «Відкриття Землі» (рос. Открытие Земли). Серія книг, що розповідають про географічні відкриття і дослідження континентів світу. Кожна книга присвячена окремій частині світу, від Північної Америки до Африки, окремо розглядались радянські частини Європи і Азії. Серія не була завершена: остання книга, про закордонну Азію, була анонсована, але так і не вийшла друком[2].